# Coelogynopora visurgis
Coelogynopora visurgis är en plattmaskart som beskrevs av Sopott-Ehlers 1989. Coelogynopora visurgis ingår i släktet Coelogynopora och familjen Coelogynoporidae.
Artens utbredningsområde är Nordsjön. Inga underarter finns listade i Catalogue of Life.